# Haemanthus graniticus
Haemanthus graniticus är en amaryllisväxtart som beskrevs av Deirdré Anne Snijman. Haemanthus graniticus ingår i släktet Haemanthus och familjen amaryllisväxter. Inga underarter finns listade i Catalogue of Life.